# Babita Kumari
Pour les articles homonymes, voir Kumari.
Babita Kumari, née le 20 novembre 1989, est une lutteuse indienne.

## Carrière
Dans la catégorie des moins de 51 kg, elle est médaillée d'argent au tournoi de lutte aux Jeux du Commonwealth de 2010 et médaillée de bronze aux Championnats du monde de lutte 2012.
Dans la catégorie des moins de 55 kg, elle est médaillée de bronze aux Championnats d'Asie 2013 et médaillée d'or aux Jeux du Commonwealth de 2014.